# Håcksjön
Håcksjön är en sjö i Bräcke kommun i Jämtland och ingår i Ljungans huvudavrinningsområde. Sjön är 9,5 meter djup, har en yta på 0,147 kvadratkilometer och är belägen 288 meter över havet.

## Delavrinningsområde
Håcksjön ingår i det delavrinningsområde (699021-150992) som SMHI kallar för Utloppet av Flärken. Medelhöjden är 328 meter över havet och ytan är 8,82 kvadratkilometer. Räknas de 15 avrinningsområdena uppströms in blir den ackumulerade arean 112,43 kvadratkilometer. Ljungån som avvattnar avrinningsområdet har biflödesordning 3, vilket innebär att vattnet flödar genom totalt 3 vattendrag innan det når havet efter 158 kilometer. Avrinningsområdet består mestadels av skog (79 procent). Avrinningsområdet har 0,5 kvadratkilometer vattenytor vilket ger det en sjöprocent på 5,6 procent.